# 古楽
古楽（こがく、英: early music）は、古典派音楽よりも古い時代の西洋音楽、すなわち中世西洋音楽、ルネサンス音楽、バロック音楽の総称である。

## 古楽の演奏
作曲当時には常識であったがために、楽譜に明示されていない演奏上の要素、すなわちテンポ、リズム、アーティキュレーション、装飾音などの解釈や、音律、発声法、楽器の特性などは、時代と共に変化している。したがって、特に時代の隔たりの大きい古楽を演奏するにあたっては、演奏様式の史的考証の重要性が高い。
現在では、古楽を主に演奏する奏者、団体は、19世紀から20世紀にかけて確立した一般的なクラシック音楽の演奏様式で古楽を演奏することは稀である。音楽史の研究に基づいて、作曲当時の演奏様式を考慮した演奏が主流となっている。
また、古楽で成果を上げた歴史的考証に基づく方法で、古典派以降の音楽も再解釈するという動きもみられる。

## 主要な古楽演奏家

### 指揮者
- アラン・カーティス (Alan Curtis)
- ジョン・エリオット・ガーディナー (John Eliot Gardiner 英)
- ハリー・クリストファーズ (Harry Christophers 英)
- クリストフ・シュペリング (Christoph Spering 独)
- 当間修一
- エルヴェ・ニケ (Hervé Niquet 仏)
- ペーター・ノイマン (Peter Neumann 独)
- ロジャー・ノリントン (Sir Roger Arthur Carver Norrington 英)
- アンドリュー・パロット (Andrew Parrott 英)
- ジョス・ファン・フェルトホーフェン
- ポール・マクリーシュ (Paul McCreesh 英)
- ジャン＝クロード・マルゴワール (Jean-Claude Malgoire 仏)
- フィリップ・ヘレヴェッヘ (Philippe Herreweghe 白)

#### 鍵盤楽器奏者・指揮者
- エマニュエル・アイム
- リナルド・アレッサンドリーニ (Rinaldo Alessandrini 伊)
- ピエール・アンタイ (Pierre Hantaï 仏)
- ヨス・ファン・インマゼール (Jos van Immerseel 白)
- エミリア・ファディーニ (Emilia Fadini 伊)
- スティーヴン・クレオベリー (Stephen Cleobury 英)
- ニコラス・クレーマー (Nicholas Kraemer 英)
- 小林道夫
- トン・コープマン (Ton Koopman 蘭)
- ロバート・キング (Robert King 英)
- ウィリアム・クリスティ (William Lincoln Christie 米→仏)
- レネー・クレメンチッチ
- 鈴木雅明
- 鈴木優人

- 武久源造
- オッターヴィオ・ダントーネ (Ottavio Dantone 伊)
- 中野振一郎
- マーティン・ハーゼルベック (Martin Haselbock)
- マルティン・パールマン (Martin Perlman 米)
- 花井哲郎
- トレヴァー・ピノック (Trevor David Pinnock 英)
- クリストファー・ホグウッド (Christopher Jarvis Haley Hogwood 英)
- リチャード・エガー (Richard Egarr 英)
- ニコラス・マッギガン (Nicholas McGegan 米)
- アンドレア・マルコン (Andrea Marcon 伊)
- ジョシュア・リフキン (Joshua Rifkin 米)
- クリストフ・ルセ (Christophe Rousset 仏)
- カール・リヒター (Karl Richter 独)
- グスタフ・レオンハルト (Gustav Leonhardt 蘭)
- 渡邊順生

#### 弦楽器奏者・指揮者
- ニコラウス・アーノンクール (Nikolaus Harnoncourt 独→墺)
- 岡本一郎
- シギスヴァルト・クイケン (Sigiswald Kuijken 白)
- ロイ・グッドマン (Roy Goodman 英)
- ラインハルト・ゲーベル (Reinhard Goebel 独)
- ジョルディ・サバール (Jordi Savall 西)
- 鈴木秀美
- デレク・ソロモンス
- 寺神戸亮
- ファビオ・ビオンディ (Fabio Biondi 伊)
- トーマス・ヘンゲルブロック (Thomas Hengelbrock 独)
- アンドルー・マンゼ (Andrew Manze 英)
- ジーン・ラモン (Jean Lamon 米)
- ヤープ・テル・リンデン (Jaap ter Linden 蘭)

#### 管楽器奏者・指揮者
- フランス・ブリュッヘン (Frans Brüggen 蘭)
- デイヴィッド・マンロウ (David Munrow 英)
- バルトルト・クイケン
- 有田正広
- フィリップ・ピケット (Philip Pickett 英)
- ルネ・クレマンシック (René Clemencic 墺)
- 延原武春
- マルク・ミンコフスキ (Marc Minkowski 仏)
- ジョヴァンニ・アントニーニ (Giovanni Antonini 伊)
- 濱田芳通

#### 声楽家・指揮者
- アルフレッド・デラー (Alfred Deller 英)
- ルネ・ヤーコプス (René Jacobs 白)

### 鍵盤楽器奏者
- ボブ・ファン・アスペレン (Bob van Asperen 蘭)
- ヘルムート・ヴァルヒャ (Helmut Walcha 独)
- エメ・ヴァン・ド・ヴィール
- ロベール・ヴェイロン＝ラクロワ
- ブランディーヌ・ヴェルレ
- 有田千代子
- 上尾直毅
- 上野晶子
- 大塚直哉
- 岡田龍之介
- 小倉貴久子
- ラルフ・カークパトリック
- イーゴリ・キプニス
- ケネス・ギルバート (Kenneth Gilbert 加)
- 河野まり子
- 小島芳子
- 坂倉琴乃
- エジダ・ジョルダーニ・サルトリ
- 芝崎久美子
- アンドレアス・シュタイアー
- クリスティーネ・ショルンスハイム
- エルジュビェタ・ステファンスカ
- 副嶋恭子
- 曽根麻矢子
- 高田泰治
- 高橋尚子
- メルヴィン・タン
- エヴァルト・デメイエル
- ユゲット・ドレフュス
- 長久真実子
- 西山まりえ
- エディット・ピヒト＝アクセンフェルト
- マルコム・ビルソン
- ラファエル・プヤーナ
- ニコラウ・デ・フィゲイレド
- エリーザベト・ホイナツカ
- オリヴィエ・ボーモン
- 水永牧子
- ミッツィ・メイヤーソン
- デイヴィット・モロニー
- 吉田朋代
- ワンダ・ランドフスカ (Wanda Landowska 波)
- アレクセイ・リュビモフ
- ズザナ・ルージチコヴァー (Zuzana Růžičková チェコ)
- スコット・ロス (Scott Stonebreaker Ross 米)
- 恵子ロゼーテ
- 渡邊孝

### 弦楽器奏者
- 佐藤豊彦
- 竹内太郎
- 佐野健二
- 今村泰典
- マウロ・ヴァッリ
- 上村かおり
- 宇田川貞夫
- 小野萬里
- エンリコ・オノフリ (Enrico Onofri 伊)
- エンリコ・ガッティ (Enrico Gatti 伊)
- 姜隆光
- ヴィットーリオ・ギエルミ
- 桐山建志
- ヴィーラント・クイケン (Wieland Kuĳken 白)
- クリストフ・コワン
- ヒロ・クロサキ
- 坂本利文
- サイモン・スタンデイジ (Simon Standage 英)
- ホプキンソン・スミス
- 曽田健
- 髙田あずみ
- 高橋未希
- 高本一郎
- つのだたかし
- ルール・ディールティエンス
- 戸田薫
- 中山裕一
- 永田平八
- ガエタノ・ナジッロ
- 西村喜子
- 野入志津子
- モニカ・ハジェット (Monica Huggett 英)
- エマニュエル・バルサ
- キアラ・バンキーニ (Chiara Banchini )
- アンナー・ビルスマ (Anner Bylsma 蘭)
- 平尾雅子
- 福沢宏
- 水戸茂雄
- 三輪典子
- 森田芳子
- 諸岡範澄
- ステファノ・モンタナーリ (Stefano Montanari 伊)
- コンラート・ユングヘーネル
- グナール・レツボール (Gunar Letzbor 墺)
- クラウディオ・ロンコ
- 若松夏美

### 管楽器奏者
- 太田光子
- 片岡博明
- 中村洋彦
- 花岡和生
- 濱田芳通
- 三宮正満
- 前田りり子
- 松本雅隆
- 向江昭雅
- 吉沢実
- 森本英希
- 本間正史
- 柴田俊幸

## 主要な古楽演奏団体

### アメリカ
- クラシカル・バンド
- スミソニアン・チェンバー・プレイヤーズ
- バッハ・アンサンブル
- バッハ・コレギウム・サン・デイエゴ
- フィルハーモニア・バロック管弦楽団
- ヘンデル・ハイドン・ソサイエティ (Handel and Haydn Society）
- ボストン・バロック

### イギリス
- エンシェント室内管弦楽団 (The Academy of Anient Music)
- イングリッシュ・コンサート (The English Concert)
- イングリッシュ・バロック・ソロイスツ (The English Baroque Soloists)
  - オルケストル・レヴォリューショネル・エ・ロマンティック (Orchestre Révolutionnaire et Romantique)
- エイジ・オブ・インライトゥメント管弦楽団 (The Orchestra of the Age of Enlightenment)
  - ロンドン・クラシカル・プレイヤーズ (London Classical Players)
- ガブリエリ・コンソート&プレイヤーズ (Gabrieli Consort & Players)
- キングス・コンソート (The King's Consort)
- コレギウム・ムジクム90 (Collegium Musicum 90)
- タリス・スコラーズ （Tallis Scholars）
- ザ・シックスティーン (The Sixteen and The Symphony of Harmony and Invention)
- タヴァナー・コンソート&プレイヤーズ (Taverner Consort & Players)
- デラー・コンソート (Deller Consort)
- ハノーヴァー・バンド (The Hanover Band)
- パーリー・オブ・インストゥルメンツ (Parley of Instruments)
- EUバロック・オーケストラ (European Union Baroque Orchestra)
- レストロ・アルモニコ
- ロンドン古楽コンソート (The Early Music Consort of London)
- ニュー・ロンドン・コンソート (New London Consort)

### イタリア
- アカデミア・モンティス・レガーリス (Academia Montis Regalis)
- アッカデミア・ビザンティーナ (Accademia Bizantina)
- アンサンブル・アウロラ (Ensemble Aurora)
- イル・コンプレッソ・バロッコ (Il Complesso Barocco)
- イル・ジャルディーノ・アルモニコ (Il Giardino Armonico)
- ヴェニス・バロック・オーケストラ (Venice Baroque Orchestra)
- エウローパ・ガランテ (Europa Galante)
- コンチェルト・イタリアーノ (Concerto Italiano)
- モーツァルト管弦楽団
- ラ・ヴェネシアーナ  (La Venexiana)
- ラ・リゾナンツァ  (La Risonanza)
- ラ・バロッカ（LaBaroca）

### オーストリア
- ウィーン・アカデミー合奏団
- ウィーン・コンツェントゥス・ムジクス (Concentus Musicus Wien)
- オーマン・コンソート (Oman Consort)
- オルフェオ・バロック管弦楽団 (L'Orfeo Barockorchester)
- クレメンチッチ・コンソート

### オランダ
- アムステルダム・バロック管弦楽団 (Amsterdam Baroque Orchestra)
- オランダ・バッハ協会管弦楽団
- 18世紀オーケストラ (Orchestra of the Eighteenth Century)
- ムジカ・アムフィオン (Musica Amphion)

### カナダ
- ターフェルムジーク・バロック管弦楽団 (Tafelmusik Baroque Orchestra)

### スイス
- イ・バロッキスティ (I Barocchisti)
- バーゼル・スコラ・カントルム合奏団 (Schola Cantorum Basiliensis)

### スウェーデン
- ドロットニングホルム・バロック・アンサンブル (Drottningholm Court Baroque Ensemble)

### スペイン
- エスペリオンXXI (HESPERION XXI)
- ル・コンセール・デ・ナシオン

### デンマーク
- コンチェルト・コペンハーゲン (Concerto Copenhagen)

### ドイツ
- カペラ・コロニエンシス
- コンチェルト・ケルン (Concerto Köln)
- コレギウム・アウレウム合奏団 (Collegium Aureum)
- コレギウム・カルトゥジアヌム (Collegium Cartusianum)
- ダス・ノイエ・オルケスター
- バルタザール＝ノイマン・アンサンブル
- フライブルク・バロック管弦楽団
- ベルリン古楽アカデミー (Akademie für Alte Musik Berlin)
- ムジカ・アンティクヮ・ケルン (Musica Antiqua Köln)

### 日本
- アンサンブル・ヴィンサント
- アントネッロ
- ヴォーカル・アンサンブル カペラ
- オーケストラ・シンポシオン
- オーケストラ・リベラ・クラシカ
- オンヴェラ
- カテリーナ古楽合奏団
- クラシカル・プレイヤーズ東京（東京バッハ・モーツァルト・オーケストラ）
- コレギウム・ムジクム・テレマン
- コンヴェルスム・ムジクム
- コントラポント
- シンフォニア・コレギウム OSAKA
- タブラトゥーラ
- ダンスリールネサンス合奏団
- バッハ・コレギウム・ジャパン
- バッハ・コンチェルティーノ大阪
- バロック・バンド
- プロムジカ使節団
- ラ・フォンテーヌ
- ラ・ムジカ・コッラーナ
- リクレアツィオン・ダルカディア
- レオノルソ
- レ・ボレアード
- ロバの音楽座

### フランス
- 王室大厩舎・王宮付楽団 (La Grande Ecurie et La Chambre du Roy）
- グルノーブル・ルーヴル宮音楽隊 (Les Musiciens du Louvre）
- ル・コンセール・スピリチュエル (Le Concert Spirituel）
- コンチェルト・パラティーノ
- シャンゼリゼ管弦楽団
- ル・コンセール・ダストレ
- レザール・フロリサン (Les Arts Florissants)
- レ・タラン・リリク

### ベルギー
- アニマ・エテルナ (Anima Eterna)
- コレギウム・ヴォカーレ・ゲント
- コンチェルト・ヴォカーレ
- ラ・プティット・バンド (La Petite Bande)